# ぼろぼろタイヤ
『ぼろぼろタイヤ』または『ドナルドのオンボロ自動車』（ドナルドのオンボロじどうしゃ、原題：Donald's Tire Trouble）は、ウォルト・ディズニー・プロダクション（現：ウォルト・ディズニー・カンパニー）が製作した1943年1月29日公開のアニメーション短編映画作品。ドナルドダック・シリーズの第44作である。

## あらすじ
ドナルドは車で山道を乱走行していたが、その最中に突然タイヤがパンクしてしまう。ドナルドはパンクしてしまったタイヤを補修しようと奮闘するのだが、何故かジャッキは上手く上がらない、タイヤパッチはドナルドの口や尻に貼り付いてしまう、チューブは修理の痕跡が多いせいですぐ空気が抜ける、誤ってタイヤとホイールの間にドナルドの足や手や嘴が挟まってしまう、ドナルド自身がホイールに挟まれたりタイヤの中に入ってしまうなど、道具を上手く使いこなせず悪戦苦闘することになる。その後何とか修理を終え再び走り始めようとするが、今度は何故か全てのタイヤがパンクしてしまった。混乱したドナルドは修理を諦め、そのままドライブを続けるのであった。

## スタッフ
- 製作：ウォルト・ディズニー
- 監督：ディック・ランディー

## キャスト
| キャラクター   | 原語版               | 旧吹き替え版 | 新吹き替え版 |
| -------------- | -------------------- | ------------ | ------------ |
| ドナルドダック | クラレンス・ナッシュ | 関時男       | 山寺宏一     |
| ナレーター     | -                    | 江原正士     | -            |

## 日本での公開

### 収録
- 『ドナルドダック・クロニクル Vol.2 限定保存版』（DVD、ブエナ・ビスタ・ホーム・エンターテイメント、新吹き替え版）
- 『ゆかいな仲間たち　ハロードナルド』（VHS、同上、新吹き替え版）
- 「夢と魔法の宝石箱がんばれドナルド」

ドナルド』（VHS、バンダイ・ホームビデオ、旧吹き替え版）